# Anton Walter (Klavierbauer)

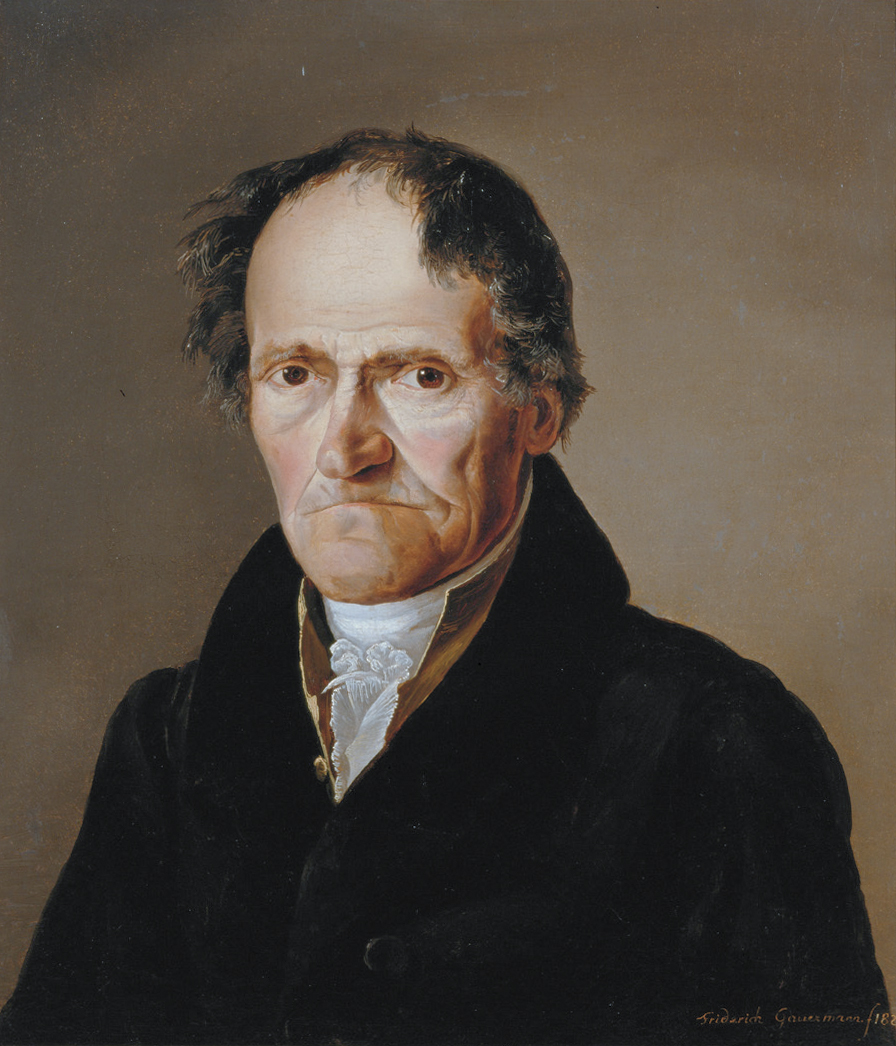
Anton Walter im Alter von 73 Jahren (Porträt von Friedrich Gauermann)

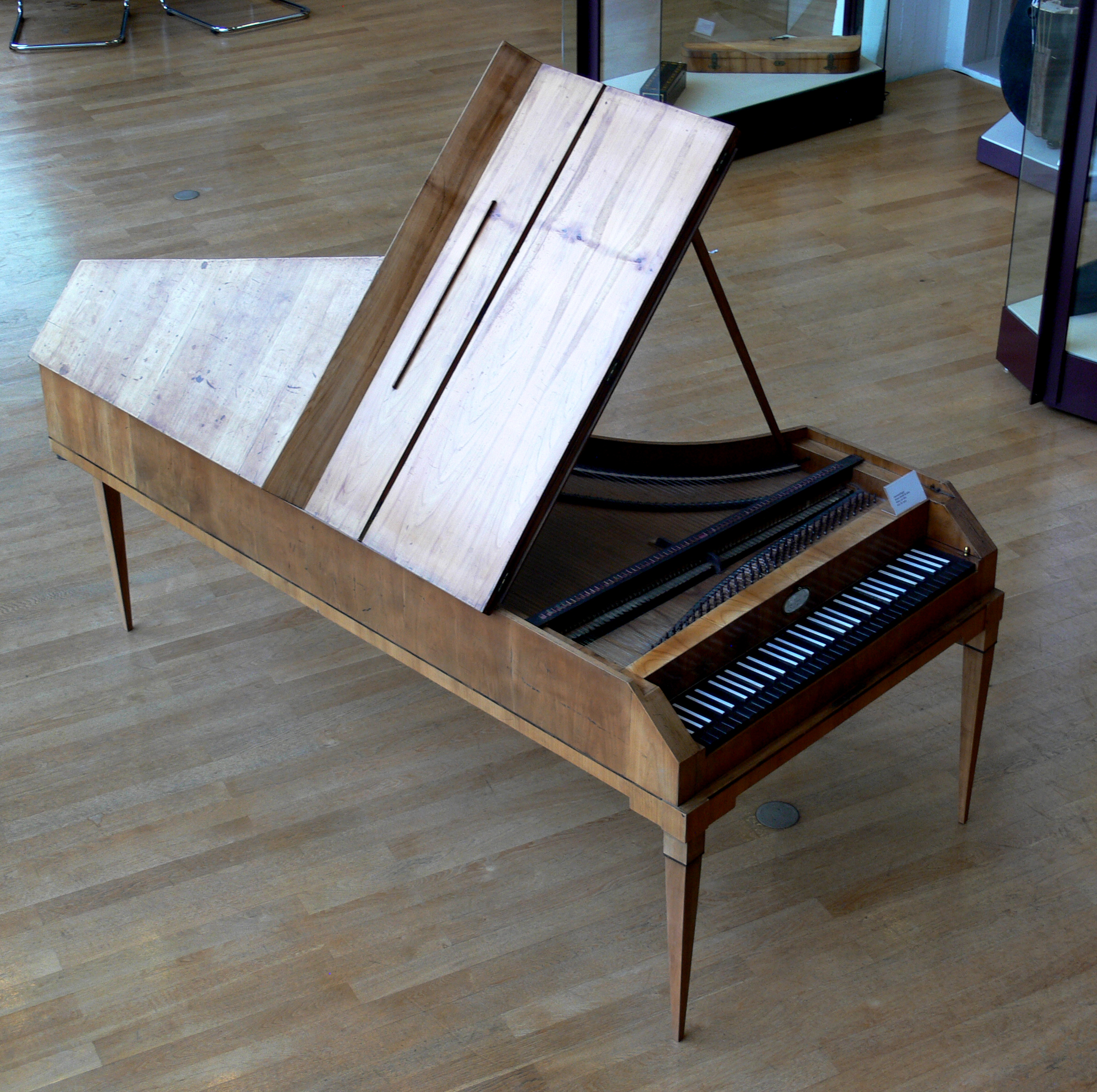
Hammerflügel der Fa. Anton Walter & Sohn, Wien um 1810 (Musikinstrumenten-Museum Berlin)

Gabriel Anton Walter (* 5. Februar 1752 in Neuhausen auf den Fildern (Vorderösterreich); † 11. April 1826 in Wien) war einer der bedeutendsten Klavierbauer zur Zeit der Wiener Klassik. Das „Grove Dictionary of Music and Musicians“ beschreibt ihn als „den berühmtesten Wiener Klavierbauer seiner Zeit“.

## Leben
Walter wurde in Neuhausen auf den Fildern geboren. Von 1778 bis 1825 unterhielt Anton Walter eine Klavierbau-Werkstatt auf der Laimgrube in Wien. 1790 erhielt er den Titel eines „k. k. Kammerorgelbauers und Instrumentenmachers“ und leistete 1791 den Bürgereid. 1796 wurde er im Jahrbuch der Tonkunst in Wien und Prag als berühmtester Klavierbauer seiner Zeit erwähnt. Um 1800 beschäftigte er in seiner Werkstatt etwa 20 Arbeiter. Ab 1800, als sein Stiefsohn Joseph Schöffstoss in die Firma eintrat, erhielten die Klaviere den Stempel „Anton Walter und Sohn“. Das letzte, bis heute erhalten gebliebene Hammerklavier, das Walter gebaut hat, stammt aus dem Jahr 1825; Walter starb 1826.
Walter verbesserte das Design der Wiener Klaviermechanik, indem er der „action“ einen „back check“ hinzufügte, der verhinderte, dass die Hämmer auf und ab hüpften. Diese Innovation wurde zu Walters Zeiten auch von anderen Wiener Fortepiano-Bauern übernommen. Seine Instrumente wurden von Komponisten wie Joseph Haydn, Wolfgang Amadeus Mozart, Ludwig van Beethoven und Franz Schubert gespielt und gerühmt. Er besaß einen Gutshof in Miesenbach und war der Schwiegervater von Jakob Gauermann.

## Mozarts Instrument
Wolfgang Amadeus Mozart erwarb um 1782 ein Hammerklavier von Walter, das er in einer der wichtigsten Phasen seiner Karriere bespielte, in die sowohl die Komposition als auch die äußerst erfolgreichen Uraufführungen seiner ausgereiften Klavierkonzerte fielen. Um das Jahr 1800, neun Jahre nach Mozarts Ableben, wurde dieses Instrument offenbar von der Firma Walter erheblich modifiziert. Es ist bis heute erhalten geblieben und wird in Salzburg aufbewahrt. Zuvor war es im Besitz von Mozarts Sohn Carl in Mailand.
Hammerklaviere von Walter werden von modernen Fortepiano-Bauern wie Philip Belt, Rodney Regier, Paul McNulty und Christopher Clark häufig kopiert. Noch heute werden Hammerklaviere von Walter – sowohl im Original als auch als Replik – auf den Konzertbühnen der Welt gespielt.

## Aufnahmen
1. Paul Badura-Skoda with Musica Florea. Wolfgang Amadeus Mozart „Piano concertos K.271, K.414“. Hammerklavier nach Walter von Paul McNulty
2. Kristian Bezuidenhout. Wolfgang Amadeus Mozart „Keyboard Music Vol.2“. Hammerklavier nach Walter von Paul McNulty
3. Robert Levin with the Academy of Ancient Music, Christopher Hogwood. Wolfgang Amadeus Mozart „Piano Concertos Nos. 15 & 26.“ Mozarts Hammerklavier von Walter
4. Nikolaus Harnoncourt, Rudolf Buchbinder. Wolfgang Amadeus Mozart „Piano Concertos No. 23 & 25“. Hammerklavier nach Walter von Paul McNulty
5. Andreas Staier. Joseph Haydn „Sonatas and Variations“. Hammerklavier nach Walter von Christopher Clarke
6. Alexei Ljubimow and his colleagues. Ludwig van Beethoven „Complete piano sonatas“. Hammerklaviere nach Stein, Walter, Graf, Buchholtz von Paul McNulty
7. Viviana Sofronitsky with Warsaw Chamber Opera Orchestra. Wolfgang Amadeus Mozart „Complete Mozart works for keyboard instrument and orchestra (11 CD box)“. Hammerklavier nach Walter von Paul McNulty